# Acetylklorid
Acetylklorid (CH3COCl) er acylkloridet af eddikesyre. Det hører til acylhaliderne, en klasse af organiske forbindelser. Det fremtræder som en farveløs, ætsende, flygtig væske.

## Syntese
Acetylklorid blev første gang syntetiseret i 1852 af den franske kemiker Charles Frédéric Gerhardt ved reaktion mellem kaliumacetat (CH3COO−+K+) og fosforylklorid (POCl3).
Ved reaktion mellem eddikesyreanhydrid og hydrogenklorid dannes en blanding af acetylklorid og eddikesyre:
(CH3CO)2O + HCl → CH3COCl + CH3CO2H

### Laboratoriesyntese
I laboratoriet syntetiseres acetylklorid ved reaktion mellem eddikesyre og vandsugende kloreringsreagenser som fosfortriklorid (PCl3), fosforpentaklorid (PCl5), sulfurylklorid (SO2Cl2) eller thionylklorid (SOCl2). Produktet af disse reaktioner er dog typisk forurenet med fosfor- eller svovlholdige urenheder, som kan besværliggøre efterfølgende reaktioner. En alternativ syntese, der ikke danner fosfor- og svovlholdige urenheder, består i at reagere fosgen med eddikesyre:
COCl2 + CH3COOH → CH3COCl + HCl + CO2
HCl-urenheder kan fjernes ved efterfølgende destillation af råproduktet fra dimethylanilin eller ved at gennemboble blandingen med en strøm af argon.

### Andre metoder
En blanding af dikloreddikesyre (CHCl2COOH) og eddikesyre danner acetylklorid ved opvarmning. Acetylklorid kan tillige dannes ved katalytisk carbonylering af metylklorid (CH3Cl).

## Forekomst
Acetylklorid forventes ikke at forekomme i naturen, idet kontakt med vand vil hydrolysere acetylklorid til eddikesyre og hydrogenklorid. Selv i atmosfærisk luft frigiver acetylklorid hvide "dampe" som følge af hydrolyse forårsaget af fugt i luften. Disse dampe er i virkeligheden små dråber af saltsyre (HCl i vandig opløsning) og eddikesyre dannet ved hydrolyse.

## Anvendelser
I organisk syntese anvendes acetylklorid til acyleringsreaktioner, dvs. indførelsen af en acetylgruppe. Acetyl er en acylgruppe med formlen -C(=O)-CH3. To vigtige typer acyleringsreaktioner er esterificering og Friedel-Crafts-acylering.

### Eddikesyreestre og -amider
Acetylklorid anvendes som reagens i syntesen af estre og amider af eddikesyre. Ved reaktion mellem f.eks. acetylklorid og ætanol dannes esteren ethylacetat:
CH3COCl + HO-CH2-CH3 → CH3-COO-CH2-CH3 + H-Cl
Acyleringsreaktioner af denne type udføres ofte i tilstedeværelse af en base som pyridin, triethylamin eller 4-dimethylaminopyridin, der dels fungerer som katalysator, dels neutraliserer det dannede HCl. Disse reaktioner foregå ofte via dannelsen af en midlertidig keten.

### Friedel-Crafts-acyleringer
En anden vigtig type acyleringsreaktion er Friedel-Crafts-acyleringen, der er et eksempel på en elektrofil aromatisk substitution.